# Аварийный (Берёзовский)
Аварийный, Советский — упразднённый в 1940 году посёлок Берёзовского района Свердловской области России. Включён в черту города Берёзовский. Ныне в черте Берёзовского городского округа Свердловской области.

## Топоним
Название Аварийный связано с тем, что в посёлок переселили горняков с аварийной зоны обрушения.
В дальнейшем по ходатайству парторганизации комбината «Берёзовзолото» горисполком принял решение назвать новый посёлок Советским. В районе посёлка была Первая Советская шахта, а в годы первых пятилеток возник промышленный комплекс золотодобычи под тем же названием — Советский.

## География
Находился к югу и северо-востоку от Серебровского рудника, где находились пустопорожние земли без золота.

## История
В 1930-х годах за счёт средств комбината «Берёзовзолото» на пустопорожних землях построены первые дома.
С 1934 года в пойме реки Пышмы запускается драга, увеличивается золотодобыча, массово создаются старательские артели, приезжают люди.
Возникают новые посёлки: Кировский, Ленинский, Первомайский, Аварийный (Советский), Новоберёзовский.
Указом Президиума Верховного Совета РСФСР от 26.05.1940 в городскую черту г. Берёзовского включены посёлки Аварийный и Первомайский.